# Christoph Greger
Christoph Greger (* 14. Januar 1997 in München) ist ein deutscher Fußballspieler.

## Karriere
Nach seinen Anfängen in der Jugend vom SV Lochhausen und TSV 1860 München wechselte er im Sommer 2016 zum Regionalligisten SpVgg Unterhaching. Mit diesem Verein gelang ihm am Ende der Saison 2016/17 der Aufstieg in die 3. Liga. Dort kam er auch zu seinem ersten Profieinsatz, als er am 28. Juli 2017, dem 2. Spieltag, beim 3:2-Heimsieg gegen den Karlsruher SC in der 62. Spielminute für Orestis Kiomourtzoglou eingewechselt wurde.
Zur Drittligasaison 2021/22 wechselte Greger zu Viktoria Köln.

## Erfolge
SpVgg Unterhaching
- Meister der Regionalliga Bayern: 2016/17

Viktoria Köln
- Mittelrheinpokal-Sieger: 2022, 2023, 2025